# ファイア・カントリー
『ファイア・カントリー』（Fire Country）は、マックス・シエリオット、トニー・フェラン、ジョーン・レイターがCBS向けに企画し、シエリオットが主演したアメリカのアクション・ドラマのテレビシリーズ。このシリーズはジェリー・ブラッカイマー・テレビジョンとCBSスタジオが製作し、２０２２年10月7日に初放送された。2023年1月6日に第2シーズンの製作が決定され2024年2月16日から放送された。2024年3月に第3シーズンの製作が決定され、2024年10月18日から放送された。2025年2月に第4シーズンの製作が決定された。

## 設定
ボーディ・ドノヴァンは苦難に満ちた過去を持つ若き受刑者。自らの罪を償い、刑期を短縮することを願ってCal Fireとしても知られるカリフォルニア州森林保護防火局を支援する受刑者のためのカリフォルニア自然保護キャンプ・プログラムにボランティアとして参加する。その結果、北カリフォルニアの故郷に配属され、かつての友人、他の受刑者、そして優秀な消防士たちと共に、地域を悩ませる大規模火災の消火活動に携わることになる。

## 登場人物と配役

### メイン
- ボーディ・ドノヴァン / ボーディ・レオーネ
  - マックス・シエリオット[10]（森川智之）
  - 罪を償うために刑務所に収監されていた元消防士で、その後Cal Fireの消防士
- マニー・ペレス
  - ケヴィン・アレハンドロ（木内秀信）
  - ガブリエラの父親であり、スリーロックの隊長で、その後Cal Fireの消防士
- ジェイク・クロフォード
  - ジョーダン・キャロウェイ（英語版）（清水優譲）
  - Cal Fireの消防士で、その後42分署のキャプテン
- ガブリエラ・ペレス
  - ステファニー・アルシラ（第1-3シーズン）[11]（永宝千晶）
  - マニーの娘でCal Fireの消防士兼救急救命士
- エヴァ・エドワーズ
  - ジュールス・ラティマー
  - ボーディとジェイクの親友でCal Fireの消防士、その後スリーロックのキャプテン
- シャロン・レオーネ
  - ダイアン・ファール（塩田朋子）
  - ボーディとライリーの母親でヴィンスの妻、Cal Fireの地区長
- ヴィンス・レオーネ
  - ビリー・バーク[11]（金尾哲夫）
  - ボーディとライリーの父親でシャロンの夫、Cal Fireの大隊長

### リカーリング
- フレディ・ミルズ（ゴート）
  - W・トレ・デイビス[12]
  - 元受刑者の消防士でボーディの友人
- ルーク・レオーネ
  - マイケル・トルッコ
  - ヴィンスの兄弟でCal Fireの大隊長
- ライリー・レオーネ
  - ジェイド・ペティジョン（英語版）（第1シーズン）
  - ヴィンスとシャロンの亡くなった娘で、ボーディの妹、エヴァの親友
- レベッカ・リー
  - フィオナ・レネ（第1シーズン）
  - 元弁護士の女性受刑者
- カーラ・メゾネット
  - サビーナ・ガデッキ（英語版）
  - ER看護師を目指す、ボーディの元恋人
- コリン・オライリー / アレックス・ショークロス
  - ザック・ティンカー（英語版）（第1シーズン）[13]
  - 見習い消防士
- クッキー
  - カトリーナ・レイノルズ（第1シーズン）[14]
  - フレディのガールフレンド
- リリー・クロフォード（第1シーズン）
  - カレン・ルブラン（英語版）（第1シーズン）
  - ジェイクの母親でロサンゼルスの心臓外科医
- ウォルター・レオーネ
  - ジェフ・フェイヒー
  - ヴィンスとルークの父親でボーディの祖父
- デヴィッド・パスカル神父
  - バークリー・ホープ（英語版）
- フェイ・ストーン
  - レベッカ・メイダー（第1シーズン）[3]
  - 民間コンシェルジュ消防会社「ノズル」のCEO兼創設者
- カイル・ファーガソン
  - カノア・グー（第1シーズン）[3]
  - ガブリエラのダイビング友達
- エリカ・スノウ
  - クリスタル・バリント（第1シーズン）
  - Cal Fireの副チーフ
- トロイ・エリオット
  - ライリー・デイヴィス（第1シーズン）
  - 若い受刑者の消防士
- ディエゴ・モレノ
  - ラファエル・デ・ラ・フエンテ（英語版）（第2-3シーズン）[15]
  - Cal Fireの救命士
- コール・ロッドマン
  - タイ・ホワイト（英語版）（第2シーズン以降）
  - ボーディと同房だった元総合格闘技選手
- リアム
  - ジェイソン・オマラ（第2シーズン）
  - シャロンの元同僚のハンサムな消防士
- ジュヌヴィエーヴ・メゾネット
  - アリクス・ウェスト（第2-3シーズン）
  - カーラの娘
- ミッキー・フォックス
  - モリーナ・バッカリン[16]
  - エッジウォーター郡保安官の巡査部長であり、シャロンの元義理の妹
- ケリー知事
  - キャサリン・ロッホ・ヘッグクイスト（英語版）（第2シーズン）
- オードリー・ジェイムズ
  - レヴェン・ランビン（第3シーズン）[17]
  - 元受刑者
- カムデン・ケイシー（第3シーズン）[18]
  - ジャレッド・パダレッキ
  - SoCal消防士のキャプテン
- フランシーン
  - ケイティー・フィンドレイ（英語版）]（第3シーズン）
  - エヴァのガールフレンド
- エルロイ・エドワーズ
  - フィル・モリス（第3シーズン）
  - エヴァの父親で牧場主
- レニー
  - コンスタンス・ジマー（英語版）（第3シーズン）
  - 法律家でヴィンスの高校時代の恋人
- ヴァイオレット
  - ネスタ・クーパー（英語版）（第3シーズン）
  - 最近離婚した法律家でジャックのガールフレンド
- フィン
  - ブレイク・リー（英語版）（第3シーズン）
  - ガブリエラに夢中になる写真家

### ゲスト
- ドリー・バーネット
  - エイプリル・アンバー・テレク（英語版）（第1シーズン）
  - ボーディの実質的な叔母
- ポーリー・バーネット
  - アーロン・パール（第1シーズン）
  - ボーディの実質的な叔父
- ロビン
  - ケイン・ブラウン（英語版）（第1シーズン）[19]
  - Cal Fireに手助けして列車事故の犠牲者を救助するトレインホッパー
- ハーレン・デンボー
  - マイケル・オニール（第1シーズン）
- ロバータ
  - パオラ・ヌニェス（英語版）（第2シーズン）[20]
  - ガブリエラの母親でマニーの元妻
- ウェス・フォックス
  - W・アール・ブラウン（英語版）（第3シーズン）
  - ミッキーの父親で姿を消したマリファナ栽培者
- ノア
  - ジェリー・ロール（英語版）（第3シーズン）
  - 医療従事者として人生を立て直している元受刑者

## エピソード

### シリーズ概要
| シーズン | シーズン | 話数 | 話数 | 放送期間       | 放送期間      |
| シーズン | シーズン | 話数 | 話数 | 初回放送       | 最終回放送    |
| -------- | -------- | ---- | ---- | -------------- | ------------- |
|          | 1        | 22   | 22   | 2022年10月7日  | 2023年5月19日 |
|          | 2        | 10   | 10   | 2024年2月16日  | 2024年5月17日 |
|          | 3        | 20   | 20   | 2024年10月18日 | 2025年4月25日 |

### 第1シーズン（2022–23年）
| 通算 話数                                                                | シーズン 話数 | タイトル                                                         | 監督                           | 脚本 | 放送日         | 全米視聴者数 (百万人) |
| ------------------------------------------------------------------------ | ------------- | ---------------------------------------------------------------- | ------------------------------ | --- | -------------- | --------------------- |
| 1                                                                        | 1             | "カル・ファイア" "Pilot"                                         | ジェームズ・ストロング         | 原案 : ジョーン・レイター & トニー・フェラン & マックス・シエリオット 脚本 : ジョーン・レイター & トニー・フェラー | 2022年10月7日  | 5.91                  |
| 2                                                                        | 2             | "エッジウォーターの王子様" "The Fresh Prince of Edgewater"       | ダーモット・ダウンズ           | ナタリア・フェルナンデス                                                                                           | 2022年10月14日 | 5.80                  |
| 3                                                                        | 3             | "火のない所に…" "Where There's Smoke..."                         | イーグル・エギルソン           | デヴィッド・グールド                                                                                               | 2022年10月21日 | 5.26                  |
| 4                                                                        | 4             | "心配より行動" "Work, Don't Worry"                               | ジャッキー・グールド           | トーニャ・コング                                                                                                   | 2022年10月28日 | 5.30                  |
| 5                                                                        | 5             | "気をつけて" "Get Some, Be Safe"                                 | ゴンザーロ・アマト             | バーバラ・ケイ・フレンド                                                                                           | 2022年11月4日  | 5.53                  |
| 6                                                                        | 6             | "昔みたいに" "Like Old Times"                                    | エリカ・ワトソン               | サラ・ケイシー & マヌエル・ヘレーラ                                                                                | 2022年11月18日 | 5.47                  |
| 7                                                                        | 7             | "喜んで助ける" "Happy to Help"                                   | アントニオ・ネグレ             | ドウェイン・ウォーレル                                                                                             | 2022年12月2日  | 5.46                  |
| 8                                                                        | 8             | "悪者" "Bad Guy"                                                 | ケヴィン・アレハンドロ         | ティア・ナポリターノ                                                                                               | 2022年12月9日  | 5.59                  |
| 9                                                                        | 9             | "善行は損" "No Good Deed"                                        | サラ・ウェイン・キャリーズ     | ティア・ナポリターノ & ジュリア・フォンタナ                                                                        | 2023年1月6日   | 6.57                  |
| 10                                                                       | 10            | "希望を持って" "Get Your Hopes Up"                               | ローラ・ニスベット＝ピーターズ | ナタリア・フェルナンデス                                                                                           | 2023年1月13日  | 5.95                  |
| 11                                                                       | 11            | "ママ・ベア" "Mama Bear"                                         | アントン・L・クロッパー        | デヴィッド・グールド                                                                                               | 2023年1月20日  | 6.10                  |
| 12                                                                       | 12            | "2本のピンクの線" "Two Pink Lines"                               | ダーモット・ダウンズ           | ジョーン・レイター & トニー・フェラン                                                                              | 2023年1月29日  | 10.08                 |
| 注: このエピソードはCBSのAFCチャンピオンシップゲームに続いて放映された。 |               |                                                                  |                                | |                |                       |
| 13                                                                       | 13            | "自分の竜は自分が一番よく知っている" "You Know Your Dragon Best" | マリー・ジャモラ               | ティア・ナポリターノ & バーバラ・ケイ・フレンド                                                                    | 2023年2月3日   | 6.37                  |
| 14                                                                       | 14            | "思い出に残る祭" "A Fair to Remember"                            | カントゥ・レンツ               | サラ・ケイシー & マヌエル・ヘレーラ                                                                                | 2023年2月10日  | 6.49                  |
| 15                                                                       | 15            | "口約束" "False Promises"                                        | C・チ・ユン・チョン            | ナタリア・フェルナンデス                                                                                           | 2023年3月3日   | 6.00                  |
| 16                                                                       | 16            | "これぞリーダー" "My Kinda Leader"                               | イーグル・エギルソン           | ドウェイン・ウォーレル                                                                                             | 2023年3月10日  | 5.59                  |
| 17                                                                       | 17            | "SOS" "A Cry for Help"                                           | ゴンザーロ・アマト             | ジュリア・フォンタナ                                                                                               | 2023年3月31日  | 5.27                  |
| 18                                                                       | 18            | "レールの外" "Off the Rails"                                     | ビル・パープル                 | ティア・ナポリターノ & デヴィッド・グールド                                                                        | 2023年4月7日   | 6.09                  |
| 19                                                                       | 19            | "足元に気をつけて" "Watch Your Step"                             | リサ・デメイン                 | ジョエル・ガーフィンケル                                                                                           | 2023年4月21日  | 5.82                  |
| 20                                                                       | 20            | "最後の頼み" "At the End of My Rope"                             | ジョイ・レーン                 | ジュリア・フォンタナ & バーバラ・ケイ・フレンド                                                                    | 2023年5月5日   | 5.32                  |
| 21                                                                       | 21            | "迎え火" "Backfire"                                              | マックス・シエリオット         | デヴィッド・グールド                                                                                               | 2023年5月12日  | 5.06                  |
| 22                                                                       | 22            | "ありえないと思うだろう" "I Know It Feels Impossible"            | ダーモット・ダウンズ           | ティア・ナポリターノ                                                                                               | 2023年5月19日  | 5.32                  |

### 第2シーズン（2024年）
| 通算 話数 | シーズン 話数 | タイトル                                        | 監督                       | 脚本 | 放送日        | 全米視聴者数 (百万人) |
| --------- | ------------- | ----------------------------------------------- | -------------------------- | --- | ------------- | --------------------- |
| 23        | 1             | "忍び寄る危機" "Something's Coming"             | ビル・パープル             | ティア・ナポリターノ                                                                                               | 2024年2月16日 | 5.71                  |
| 24        | 2             | "息を吹き返すように" "Like Breathing Again"     | ケヴィン・アレハンドロ     | ナタリア・フェルナンデス                                                                                           | 2024年2月23日 | 5.23                  |
| 25        | 3             | "次の地獄へ" "See You Next Apocalypse"          | カントゥ・レンツ           | ドウェイン・ウォーレル                                                                                             | 2024年3月1日  | 5.25                  |
| 26        | 4             | "不明点だらけ" "Too Many Unknowns"              | ニコール・ルビオ           | バーバラ・ケイ・フレンド                                                                                           | 2024年3月15日 | 5.06                  |
| 27        | 5             | "この嵐は去る" "This Storm Will Pass"           | イーグル・エギルソン       | デヴィッド・グールド                                                                                               | 2024年4月5日  | 4.95                  |
| 28        | 6             | "保安官に警告を" "Alert the Sheriff"            | マックス・シエリオット     | 原案 : ジョーン・レイター & トニー・フェラン & マックス・シエリオット 脚本 : ジョーン・レイター & トニー・フェラー | 2024年4月12日 | 5.05                  |
| 29        | 7             | "最後の一手" "A Hail Mary"                      | マリー・ジャモラ           | サラ・ケイシー & マヌエル・ヘレーラ                                                                                | 2024年4月26日 | 5.06                  |
| 30        | 8             | "終わりじゃない" "It's Not Over"                | ゴンザーロ・アマト         | インディア・ガーリー                                                                                               | 2024年5月3日  | 5.00                  |
| 31        | 9             | "未来も結果もない" "No Future, No Consequences" | サラ・ウェイン・キャリーズ | アヌパム・二ガム                                                                                                   | 2024年5月10日 | 4.67                  |
| 32        | 10            | "分かっている" "I Do"                           | ビル・パープル             | ティア・ナポリターノ & ウィリアム・ハーパー                                                                        | 2024年5月17日 | 5.22                  |

### 第3シーズン（2024–25年）
| 通算 話数 | シーズン 話数 | タイトル                             | 監督                       | 脚本                                                      | 放送日         | 全米視聴者数 (百万人) |
| --------- | ------------- | ------------------------------------ | -------------------------- | --------------------------------------------------------- | -------------- | --------------------- |
| 33        | 1             | "What the Bride Said"                | ビル・パープル             | ティア・ナポリターノ                                      | 2024年10月18日 | 4.55                  |
| 34        | 2             | "Firing Squad"                       | ゴンザーロ・アマト         | アヌパム・二ガム                                          | 2024年10月25日 | 4.33                  |
| 35        | 3             | "Welcome to the Cult"                | ダイアン・ファール         | ティア・ナポリターノ & バーバラ・ケイ・フレンド           | 2024年11月1日  | 4.60                  |
| 36        | 4             | "Keep Your Cool"                     | ニコール・ルビオ           | インディア・ガーリー                                      | 2024年11月8日  | 4.46                  |
| 37        | 5             | "Edgewater's About to Get Real Cozy" | マーク・トンデライ         | ジェン・クライン                                          | 2024年11月15日 | 4.26                  |
| 38        | 6             | "Not Without My Birds"               | アレクシス・オストランダー | 原案 : ジョー・オルトゥア 脚本 : バーバラ・ケイ・フレンド | 2024年11月22日 | 4.74                  |
| 39        | 7             | "False Alarm"                        | サラ・ウェイン・キャリーズ | ジャクリーン・ファーナー・ドナベディアン                  | 2024年12月6日  | 4.51                  |
| 40        | 8             | "Promise Me"                         | イーグル・エギルソン       | ジョー・オルトゥア                                        | 2024年12月13日 | 4.54                  |
| 41        | 9             | "Coming in Hot"                      | ケヴィン・アレハンドロ     | ティア・ナポリターノ                                      | 2025年1月31日  | 3.80                  |
| 42        | 10            | "The Leone Way"                      | ルービン・ガルシア         | サラ・ケイシー & マヌエル・ヘレーラ                       | 2025年2月7日   | 4.34                  |
| 43        | 11            | "Fare Thee Well"                     | デスデモーナ・チャン       | アヌパム・二ガム                                          | 2025年2月14日  | 4.10                  |
| 44        | 12            | "I'm the One Who Just Goes Away"     | ビル・パープル             | ジェン・クライン                                          | 2025年2月21日  | 4.47                  |
| 45        | 13            | "My Team"                            | ケイト・フェラン           | バーバラ・ケイ・フレンド                                  | 2025年2月28日  | 4.29                  |
| 46        | 14            | "Death Trap"                         | レスリー・アレハンドロ     | キャリー・ウィリアムズ                                    | 2025年3月7日   | 4.12                  |
| 47        | 15            | "One Last Time"                      | ジェイソン・ヘルマン       | ジョー・オルトゥア                                        | 2025年3月14日  | 4.24                  |
| 48        | 16            | "Dirty Money"                        | ジェームズ・ストロング     | ジョーン・レイター & トニー・フェラー                     | 2025年4月4日   | 4.00                  |
| 49        | 17            | "Fire and Ice"                       | ガブリエル・コレア         | サラ・ケイシー & マヌエル・ヘレーラ                       | 2025年4月11日  | 4.21                  |
| 50        | 18            | "Eyes and Ears Everywhere"           | フレディ・ハイモア         | ニック・スペイテス                                        | 2025年4月18日  | 4.30                  |
| 51        | 19            | "A Change in the Wind"               | マックス・シエリオット     | ジェン・クライン                                          | 2025年4月25日  | 3.97                  |
| 52        | 20            | "I'd Do It Again"                    | ビル・パープル             | ティア・ナポリターノ                                      | 2025年4月25日  | 3.97                  |

## 製作

### 企画
2021年11月に、CBSはカリフォルニア北部の山火事地帯で育ったシエリオットに基づいて、シエリオット、トニー・フェラン、ジョーン・レイターとともにシリーズを企画していると発表した。このシリーズは、当初『Cal Fire』と名付けられていた。2022年2月にシリーズのプロットにグリーンライトが灯された。パイロット版はシエリオットを共同執筆者としてフェンランとレイターが脚本を執筆し、ジェームズ・ストロングが演出した。2022年5月にCBSがこのシリーズを引き継ぎ、『ファイア・カントリー』というタイトルに変更した。ティア・ナポリターノがシリーズのショーランナーを務めることになった。2022年10月19日に第1シーズン全体が発注された。2023年1月6日にCBSは第2シーズンの製作を決定した。2024年3月12日、第3シーズンの製作が決定された。

### 撮影
第1シーズンの撮影は、カナダのヴァンクーヴァーで2022年7月21日に開始され、2023年4月5日まで継続した。ロケ地としてはフォート・ラングリー近くの村が、架空の北カリフォルニアの街エッジウォーターとして使用された。さらに、エッジウッド市街の状況説明ショットはシリーズの舞台であるカリフォルニア州ハンボルト郡のリオ・デルで撮影された。第2シーズンの撮影は2023年12月11日から2024年4月4日まで行われた。第3シーズンの撮影は2024年7月11日から2025年2月26日まで行われた。

### キャスティング
2022年2月に、シエリオットがこのシリーズに主演することが発表された。2022年3月に、バークとアレハンドロがパイロット版の主要な役柄に割り当てられた。その数日後、ファール、キャロウェイ、アルシラ、ラティマーがシリーズにレギュラー出演することが発表された。2022年9月、トルッコがリカーリング出演することが発表された。2023年1月に、ザック・ティンカーがなんらかの役でシリーズに出演することが報じられた。2023年3月に、レベッカ・メイダーとカノア・グーがリカーリング出演することが発表された。2023年12月に、ラファエル・デ・ラ・フエンテが第2シーズンにリカーリング出演することが報じられた。2023年12月15日、シーズン2の新キャラクターのキャスティングが現在進行中であり、スピンオフの主人公になる可能性があると報じられた。2023年12月19日にタイ・ホワイトとジェイソン・オマラが第2シーズンにリカーリング出演することが報じられた。2024年8月1日、レヴェン・ランビンが第3シーズンのリカーリングキャラクターに配役された。

## 放送
『ファイア・カントリー』は、アメリカ合衆国では2022年10月7日にCBSで放送が開始された。また、Paramount+でのサブスクリプション視聴と、Pluto TVでの無料視聴が可能となっている。第2シーズンは2024年2月16日に放送が開始された。第3シーズンは2024年10月18日から放送された。第1シーズンはNetflixで視聴可能となっている。

## 評価

### 批評家の反応
レビュー収集サイトのRotten Tomatoesは、9件の批評家のレビューに基づいて第1シーズンに平均4.3/10の評価と44%の支持率があると報じた。荷重平均を使用するMetacriticは7件の批評家のレビューに基づいて100点満点中の56点を与えて「賛否両論または平均的なレビュー」を示した。
SFGateのライターであるケイティー・ドウド『ファイア・カントリー』が搾取的で「不正確」だと非難した。

### Cal Fireからの反応
番組の放送に先立ち、カリフォルニア州森林保護防火局（Cal Fire）局長のジョー・タイラー氏は、番組制作への一切の関与を否定する声明を発表し、「このテレビシリーズは、カリフォルニア州森林保護防火局が全災害に対応する専門の消防署であり、資源保護機関であるというイメージを誤って伝えている」と述べた。特に、シリーズの予告編で囚人がCal Fireの職員と争うシーンについて異議が唱えられた。
Cal Fire労組委員長のティム・エドワーズは「我々は法務部門と協議を行ったが、シリーズの放送や、Cal Fireの名称の使用を差し止めることはできない」と付け加えた。各エピソードの前後にCal Fireの関与を否定する免責事項を義務付ける試みがなされたが、失敗に終わった。パイロット版全編を見た後も、エドワーズは番組への不満を表明し、通常は即座に刑務所に戻ることになるような複数の規則違反に対して、受刑者が処罰されていないことを批判した。
ショーランナーのティア・ナポリターノは批判に対して「ほとんど反応はありませんでした。私たちがエンターテイメント番組を作っていることをわかっています。これはドキュメンタリーではありません。私たちは最善を尽くしています」と返答した。元消防士で番組コンサルタントの一人であるジェフ・スナイダーはニューヨーク市警察が『ロー&オーダー』のリアリティについてコメントしなかったことを指摘し、Cal Fireの異例の対応は「消防士は一般的に、お互いの欠点を見つけることが得意」だからだと説明した。

### 視聴率

#### 概要
| シーズン | 時間帯 (ET)                                    | エピソード | 初回           | 初回              | 最終回        | 最終回            | TVシーズン | 順位 | 平均視聴者数 (百万人) | 18–49歳視聴率 (平均) |
| シーズン | 時間帯 (ET)                                    | エピソード | 日付           | 視聴者数 (百万人) | 日付          | 視聴者数 (百万人) | TVシーズン | 順位 | 平均視聴者数 (百万人) | 18–49歳視聴率 (平均) |
| -------- | ---------------------------------------------- | ---------- | -------------- | ----------------- | ------------- | ----------------- | ---------- | ---- | --------------------- | -------------------- |
| 1        | 金曜日 9:00 p.m.                               | 22         | 2022年10月7日  | TBD               | 2023年5月19日 | TBD               | 2022–23    | 12   | 8.96                  | 0.81                 |
| 2        | 金曜日 9:00 p.m.                               | 10         | 2024年2月16日  | TBD               | 2024年5月17日 | TBD               | 2023–24    | 16   | 7.31                  | 0.63                 |
| 3        | 金曜日 9:00 p.m. (1–19) 金曜日 10:00 p.m. (20) | 20         | 2024年10月18日 | TBD               | 2025年4月25日 | TBD               | 2024–25    | TBD  | TBD                   | TBD                  |

#### 第1シーズン
| No. | タイトル                             | 放送日         | レイティング (18–49) | 視聴者数 (百万人) | DVR (18-49) | DVR視聴者数 (百万人) | 合計 (18-49) | 合計視聴者数 (百万人) |
| --- | ------------------------------------ | -------------- | -------------------- | ----------------- | ----------- | -------------------- | ------------ | --------------------- |
| 1   | "カル・ファイア"                     | 2022年10月7日  | 0.4                  | 5.91              | 0.3         | 2.35                 | 0.7          | 8.26                  |
| 2   | "エッジウォーターの王子様"           | 2022年10月14日 | 0.5                  | 5.80              | 0.3         | 2.45                 | 0.7          | 8.25                  |
| 3   | "火のない所に…"                      | 2022年10月21日 | 0.5                  | 5.26              | 0.3         | 2.14                 | 0.7          | 7.39                  |
| 4   | "心配より行動"                       | 2022年10月28日 | 0.5                  | 5.30              | 0.3         | 2.59                 | 0.8          | 7.89                  |
| 5   | "気をつけて"                         | 2022年11月4日  | 0.4                  | 5.53              | 0.3         | 2.45                 | 0.7          | 7.98                  |
| 6   | "昔みたいに"                         | 2022年11月18日 | 0.4                  | 5.47              | N/A         | N/A                  | N/A          | N/A                   |
| 7   | "喜んで助ける"                       | 2022年12月2日  | 0.4                  | 5.46              | N/A         | N/A                  | N/A          | N/A                   |
| 8   | "悪者"                               | 2022年12月9日  | 0.4                  | 5.59              | N/A         | N/A                  | N/A          | N/A                   |
| 9   | "善行は損"                           | 2023年1月6日   | 0.6                  | 6.57              | 0.3         | 2.43                 | 0.9          | 9.00                  |
| 10  | "希望を持って"                       | 2023年1月13日  | 0.5                  | 5.95              | 0.3         | 2.46                 | 0.8          | 8.41                  |
| 11  | "ママ・ベア"                         | 2023年1月20日  | 0.5                  | 6.10              | 0.3         | 2.71                 | 0.9          | 8.81                  |
| 12  | "2本のピンクの線"                    | 2023年1月29日  | 1.9                  | 10.08             | N/A         | N/A                  | N/A          | N/A                   |
| 13  | "自分の竜は自分が一番よく知っている" | 2023年2月3日   | 0.5                  | 6.37              | N/A         | N/A                  | N/A          | N/A                   |
| 14  | "思い出に残る祭"                     | 2023年2月10日  | 0.5                  | 6.49              | N/A         | N/A                  | N/A          | N/A                   |
| 15  | "口約束"                             | 2023年3月3日   | 0.5                  | 6.00              | N/A         | N/A                  | N/A          | N/A                   |
| 16  | "これぞリーダー"                     | 2023年3月10日  | 0.4                  | 5.59              | N/A         | N/A                  | N/A          | N/A                   |
| 17  | "SOS"                                | 2023年3月31日  | 0.4                  | 5.27              | N/A         | N/A                  | N/A          | N/A                   |
| 18  | "レールの外"                         | 2023年4月7日   | 0.4                  | 6.09              | N/A         | N/A                  | N/A          | N/A                   |
| 19  | "足元に気をつけて"                   | 2023年4月21日  | 0.4                  | 5.82              | N/A         | N/A                  | N/A          | N/A                   |
| 20  | "最後の頼み"                         | 2023年5月5日   | 0.3                  | 5.32              | N/A         | N/A                  | N/A          | N/A                   |
| 21  | "迎え火"                             | 2023年5月12日  | 0.4                  | 5.06              | N/A         | N/A                  | N/A          | N/A                   |
| 22  | "ありえないと思うだろう"             | 2023年5月19日  | 0.4                  | 5.32              | N/A         | N/A                  | N/A          | N/A                   |

#### 第2シーズン
| No. | タイトル             | 放送日        | レイティング/シェア (18–49) | 視聴者数 (百万人) | DVR (18-49) | DVR視聴者数 (百万人) | 合計 (18-49) | 合計視聴者数 (百万人) | 参照           |
| --- | -------------------- | ------------- | --------------------------- | ----------------- | ----------- | -------------------- | ------------ | --------------------- | -------------- |
| 1   | "忍び寄る危機"       | 2024年2月16日 | 0.5                         | 5.71              | N/A         | N/A                  | N/A          | N/A                   | [ 43 ]         |
| 2   | "息を吹き返すように" | 2024年2月23日 | 0.4                         | 5.23              | N/A         | N/A                  | N/A          | N/A                   | [ 44 ]         |
| 3   | "次の地獄へ"         | 2024年3月1日  | 0.4                         | 5.25              | N/A         | N/A                  | N/A          | N/A                   | [ 45 ]         |
| 4   | "不明点だらけ"       | 2024年3月15日 | 0.4                         | 5.06              | 0.2         | 1.75                 | 0.6          | 6.80                  | [ 46 ] [ 106 ] |
| 5   | "この嵐は去る"       | 2024年4月5日  | 0.4                         | 4.95              | 0.2         | 2.26                 | 0.6          | 7.21                  | [ 47 ]         |
| 6   | "保安官に警告を"     | 2024年4月12日 | 0.4                         | 5.05              | 0.2         | 2.09                 | 0.6          | 7.14                  | [ 48 ]         |
| 7   | "最後の一手"         | 2024年4月26日 | 0.3                         | 5.06              | 0.3         | 2.22                 | 0.6          | 7.28                  | [ 49 ]         |
| 8   | "終わりじゃない"     | 2024年5月3日  | 0.4                         | 5.00              | 0.2         | 2.15                 | 0.6          | 7.15                  | [ 50 ]         |
| 9   | "未来も結果もない"   | 2024年5月10日 | 0.3                         | 4.67              | 0.3         | 2.12                 | 0.6          | 6.78                  | [ 51 ]         |
| 10  | "分かっている"       | 2024年5月17日 | 0.4                         | 5.22              | 0.2         | 1.90                 | 0.6          | 7.12                  | [ 52 ]         |

#### 第3シーズン
| No. | タイトル                             | 放送日         | レイティング/シェア (18–49) | 視聴者数 (百万人) | DVR (18-49) | DVR視聴者数 (百万人) | 合計 (18-49) | 合計視聴者数 (百万人) | 参照   |
| --- | ------------------------------------ | -------------- | --------------------------- | ----------------- | ----------- | -------------------- | ------------ | --------------------- | ------ |
| 1   | "What the Bride Said"                | 2024年10月18日 | 0.4                         | 4.55              | 0.2         | 2.00                 | 0.5          | 6.55                  | [ 54 ] |
| 2   | "Firing Squad"                       | 2024年10月25日 | 0.3                         | 4.33              | 0.2         | 1.94                 | 0.6          | 6.28                  | [ 55 ] |
| 3   | "Welcome to the Cult"                | 2024年11月1日  | 0.4                         | 4.60              | 0.3         | 2.04                 | 0.7          | 6.64                  | [ 56 ] |
| 4   | "Keep Your Cool"                     | 2024年11月8日  | 0.4                         | 4.46              | 0.2         | 1.92                 | 0.6          | 6.38                  | [ 57 ] |
| 5   | "Edgewater's About to Get Real Cozy" | 2024年11月15日 | 0.2                         | 4.26              | 0.3         | 2.01                 | 0.5          | 6.27                  | [ 58 ] |
| 6   | "Not Without My Birds"               | 2024年11月22日 | 0.4                         | 4.74              | 0.2         | 1.94                 | 0.6          | 6.68                  | [ 59 ] |
| 7   | "False Alarm"                        | 2024年12月6日  | 0.3                         | 4.51              | 0.3         | 1.95                 | 0.6          | 6.46                  | [ 60 ] |
| 8   | "Promise Me"                         | 2024年12月13日 | 0.3                         | 4.54              | 0.2         | 1.94                 | 0.5          | 6.49                  | [ 61 ] |
| 9   | "Coming in Hot"                      | 2025年1月31日  | 0.3                         | 3.80              | 0.2         | 1.81                 | 0.5          | 5.56                  | [ 62 ] |
| 10  | "The Leone Way"                      | 2025年2月7日   | 0.3                         | 4.34              | 0.1         | 1.80                 | 0.4          | 6.14                  | [ 63 ] |
| 11  | "Fare Thee Well"                     | 2025年2月14日  | 0.3                         | 4.12              | 0.2         | 1.71                 | 0.5          | 5.83                  | [ 64 ] |
| 12  | "I'm The One Who Just Goes Away"     | 2025年2月21日  | 0.4                         | 4.47              | 0.2         | 1.81                 | 0.6          | 6.28                  | [ 65 ] |
| 13  | "My Team"                            | 2025年2月28日  | 0.3                         | 4.29              | 0.2         | 1.78                 | 0.5          | 6.06                  | [ 66 ] |
| 14  | "Death Trap"                         | 2025年3月7日   | 0.3                         | 4.12              | 0.2         | 1.77                 | 0.5          | 5.88                  | [ 67 ] |
| 15  | "One Last Time"                      | 2025年3月14日  | 0.4                         | 4.24              | 0.2         | 1.66                 | 0.5          | 5.69                  | [ 68 ] |
| 16  | "Dirty Money"                        | 2025年4月4日   | 0.3                         | 4.00              | N/A         | N/A                  | N/A          | N/A                   | [ 69 ] |
| 17  | "Fire and Ice"                       | 2025年4月11日  | 0.3                         | 4.21              | N/A         | N/A                  | N/A          | N/A                   | [ 70 ] |
| 18  | "Eyes and Ears Everywhere"           | 2025年4月18日  | 0.4                         | 4.30              | N/A         | N/A                  | N/A          | N/A                   | [ 71 ] |
| 19  | "A Change in the Wind"               | 2025年4月25日  | 0.4                         | 3.97              | N/A         | N/A                  | N/A          | N/A                   | [ 72 ] |
| 20  | "I'd Do It Again"                    | 2025年4月25日  | 0.4                         | 3.97              | N/A         | N/A                  | N/A          | N/A                   | [ 72 ] |

## スピンオフ
2024年1月23日、『ファイアー・カントリー』のスピンオフ企画がシーズン2のパイロット版として公開され、モリーナ・バッカリンが主演を務めると報じられた。
「保安官に警告を（Alert the Sheriff）」と題されたエピソードで、バッカリン演じるミッキー・フォックスが初登場した。
2024年5月2日、CBSスタジオが製作に加わり、後に『Sheriff Country』と題されたシリーズが制作されることが決定し、トロントで撮影が行われ]、2025年秋に公開される予定となった。
マット・ローリア、クリストファー・ゴーラム、ミシェル・ウィーバーのキャスティングは2025年4月に発表され、既に発表されていたW・アール・ブラウンに加わった。
スピンオフの制作は2025年5月に開始され、すでに12本の脚本が執筆されている。
ジャレッド・パダレッキ主演の2作目のスピンオフも2024年から検討されている。